# Alesa hemiurga
Alesa hemiurga är en fjärilsart som beskrevs av Bates 1868. Alesa hemiurga ingår i släktet Alesa och familjen Riodinidae. Inga underarter finns listade i Catalogue of Life.